# Kecskeri-puszta és környéke
Kecskeri-puszta és környéke este o arie protejată (arie specială de conservare — SAC, sit de importanță comunitară — SCI) din Ungaria întinsă pe o suprafață de 1.538,4 ha, integral pe uscat.

## Localizare
Centrul sitului Kecskeri-puszta és környéke este situat la coordonatele 47°16′42″N 20°48′35″E / 47.278333°N 20.809722°E.

## Înființare
Situl Kecskeri-puszta és környéke a fost declarat sit de importanță comunitară în mai 2004 pentru a proteja 2 specii de plante și 5 specii de animale. Situl a fost protejat și ca arie specială de conservare în februarie 2010.

## Biodiversitate
Situată în ecoregiunea panonică, aria protejată conține 2 habitate naturale: Pajiști stepice panonice pe loess, Stepe și mlaștini sărate panonice.
La baza desemnării sitului se află mai multe specii protejate:
- plante (2): Cirsium brachycephalum, Marsilea quadrifolia
- amfibieni (2): buhai de baltă cu burta roșie (Bombina bombina), triton cu creastă dobrogean (Triturus dobrogicus)
- mamifere (2): vidră de râu (Lutra lutra), popândău (Spermophilus citellus)
- reptile (1): țestoasa de baltă (Emys orbicularis)

Pe lângă speciile protejate, pe teritoriul sitului au mai fost identificate 1 specie de plante, 7 specii de păsări, 1 specie de nevertebrate.